# Omiodes collinsi
Omiodes collinsi là một loài bướm đêm trong họ Crambidae.